# Vicente Carlos Navarro Ruiz
Vicente Carlos Navarro Ruiz (Albacete, España; 1941 -  † Madrid, España; 2010) fue un médico militar español. 
En 2008 fue condenado por la Audiencia Nacional, por falsedad en documento oficial en relación con las identificaciones de los militares españoles fallecidos en el accidente del Yak-42 en Turquía.

## Biografía militar
Al inicio de su carrera militar, obtuvo el empleo de  Teniente Médico del Cuerpo de Sanidad del Ejército del Aire, entre los empleos de Capitán a Coronel estuvo destinado Servicio de Cardiología del Hospital del Aire llegando a Jefe de Servicio, tras su ascenso a General de Brigada fue Jefe de Sanidad Logístico-Operativa de la Armada y posteriormente Director de Sanidad del Ejército del Aire impulsando la creación de unidades de aerovacuación UMAER y UMAAD. Finaliza su carrera con el ascenso a General de División Jefe de la División Logístico-Operativa de la Inspección General de Sanidad de la Defensa

## Carrera profesional
Fue Licenciado en Medicina  y Cirugía por la Universidad Complutense de Madrid en 1965 y obtuvo el  Doctorado por la misma Universidad con premio extraordinario tesis “Enfermedad coronaria en tripulaciones aéreas españolas”. Premio Extraordinario del Doctorado. Declarada de interés para el Ministerio de Defensa y publicada por dicho Ministerio.
Fue Diplomado en Aparato Circulatorio y Respiratorio, Hemodinámica y Angiografía por el Ejército del Aire, Presidente electo de la Comisión de Administración Militar del Comité Internacional de Medicina Militar (CIM), Diplomado en Altos Estudios de la Defensa Nacional por el CESEDEN, Médico de Vuelo por el Ejército del Aire, Flight Surgeon por la USAF, Diplomado de la American Heart Association USA y representante español en diversos grupos de trabajo de COMEDS y AGARD  OTAN.

## Accidente del Yak-42 en Turquía
El 26 de mayo de 2003 un avión Yak-42 que transportaba a 62 militares españoles de regreso a España tras finalizar su misión en Afganistán y Kirguistán se estrelló en Turquía. Todos los ocupantes del avión resultaron fallecidos. Tras el accidente, Vicente Navarro fue enviado por Federico Trillo,  ministro de Defensa de España, a identificar y repratiar a los militares españoles, a pesar de no ser forense. El general falseó la identificación de 30 de los 62 militares fallecidos. Por este engaño deliberado la Audiencia Nacional le condenó el 8 de julio de 2008 a tres años de prisión, condena que fue ratificada por el Tribunal Supremo de España. No obstante, se tuvo en cuenta que Navarro, de 69 años de edad, padecía una "enfermedad incurable", por lo que finalmente no ingresó en prisión.
El ponente de la sentencia, el magistrado Javier Gómez Bermúdez, argumentó que el general "presentaba una enfermedad grave e incurable, se encontraba en fase terminal y necesitaba cuidados paliativos". Algo que fue verificado por un médico forense, cuya opinión solicitaron el teniente fiscal de la Audiencia Nacional, Fernando Burgos, y las acusaciones particulares.
La sala basó su decisión en el artículo 80.4 del Código Penal, que establece que "los jueces y tribunales sentenciadores podrán otorgar la suspensión de cualquier pena impuesta sin sujeción a requisito alguno en el caso de que el penado esté aquejado de una enfermedad muy grave con padecimientos incurables"
El auto señala además que el general Navarro, que pasó a la situación de reserva en 2004, abonó la indemnización de 300 000 euros (10 000 euros por cada uno de los 30 militares fallecidos) a la que fue condenado, así como la multa de 1800 euros que le fue impuesta junto con la pena de cárcel.
Junto al general Navarro, también fueron condenados a 18 meses de cárcel y una multa de 900 euros el comandante José Ramón Ramírez García y el comandante Miguel Ángel Sáez García, considerados cómplices del primero. Ambos también solicitaron al tribunal que suspendiese la ejecución de sus sentencias, ya que sus condenas era inferiores a dos años y no tienen antecedentes penales, las cuales no cumplieron ya que recibieron el indulto del Gobierno en enero de 2012  .

## Acta de identificación de cadáveres no originales
El día 29 de enero de 2017, el diario ABC publicó que el acta de identificación, autopsia y control de los cadáveres del accidente del Yak-42 enviado a la Audiencia Nacional por las autoridades turcas, no eran copia de las originales.

## Recompensas militares
- Gran cruz del Mérito Militar con distintivo blanco, el 26 de diciembre de 2003.[9]
- Gran cruz del Mérito Aeronáutico con distintivo blanco, el 22 de junio de 2001.[10]
- Gran cruz de la Orden de San Hermenegildo, el 12 de marzo de 1999.[11]

## Artículos
- lasemana.es - El General misterioso
- RTVE.es - El general Navarro, condenado por el Yak-42, no irá a prisión al sufrir una enfermedad incurable
- Diario YA - Honor, disciplina y lealtad
- Diario ABC - Eduardo González-Gallarza Morales, General del Aire (en reserva).

- Datos: Q18649818
- Multimedia: Vicente Carlos Navarro Ruiz / Q18649818